# Sprzedawczyni papierosów
Sprzedawczyni papierosów (ros. Папиросница от Моссельпрома, Papirosnica ot Mossielproma) – radziecki film niemy z 1924 roku.

## Obsada
- Igor Iljinski jako Nikodim Mitiuszyn
- Julija Sołncewa jako Zina Wiesienina
- Anna Dmochowska jako Rybcowa
- Nikołaj Ceretelli jako Łatugin
- Leonid Baratow jako Barsow-Aragonski
- Mark Cybulski jako Oliver Mac-Bride